# Condado de Nassau (Flórida)
O condado de Nassau (em inglês:  Nassau County) é um dos 67 condados do estado americano da Flórida. A sede e cidade mais populosa do condado é Fernandina Beach. Foi fundado em 29 de dezembro de 1824.

## Geografia
De acordo com o United States Census Bureau, o condado possui uma área de 1 880 km², dos quais 1 680 km² estão cobertos por terra e 200 km² por água.

## Demografia
Segundo o censo nacional de 2010, o condado possui uma população de 73 314 habitantes e uma densidade populacional de 44 hab/km². Possui 35 009 residências, que resulta em uma densidade de 21 residências/km².
Das três localidades incorporadas no condado, Fernandina Beach é a mais populosa e também a mais densamente povoada, com 11 487 habitantes e densidade populacional de 398,5 hab/km², enquanto Callahan é a menos populosa, com 1 123 habitantes. De 2000 para 2010, a população de Callahan cresceu quase 17%. Apenas uma localidade possui população superior a 10 mil habitantes.